# Александар Игњовски
Александар Игњовски (Панчево, 27. јануар 1991) бивши је српски фудбалер. Играо је на позицији везног играча.

## Клупска каријера
Игњовски је почео да се бави фудбалом у родном Панчеву да би касније наставио у млађим категоријама ОФК Београда. За први тим ОФК Београда је заиграо у сезони 2008/09. да би након само једне сезоне напустио тим са Карабурме и отишао на позајмицу у немачког друголигаша Минхен 1860. Тамо је играо две сезоне, да би се на кратко вратио међу „романтичаре“, а затим је продат Вердеру из Бремена, где је добио прилику да заигра у Бундеслиги.
Почетком априла 2014. објавио је да ће на крају сезоне напустити Вердер из Бремена, након што је одбио продужење уговора зато што ретко игра на својој позицији. Он је номинално дефанзивни везни играч, али га је тренер Робин Дут најчешће користио на левом беку. Две сезоне је наступао за Ајнтрахт из Франкфурта (2014–16), а у јулу 2016. постаје фудбалер бундеслигаша Фрајбурга, где није добијао превише прилика да се искаже на терену, па је најбоље решење представљао одлазак у неку нову средину, где би поново добио више простора за игру.
Средином јуна 2018. потписао је двогодишњи уговор са новопеченим немачким друголигашем Магдебургом. У екипи Магдебурга је почео као стартер, али је због повреда у сезони 2018/19. наступио на само 17 утакмица. Клуб је на крају сезоне испао из друголигашког такмичења. Ипак Игњовски није отишао са клубом у трећу лигу, јер је у јулу 2019. потписао уговор са друголигашем Холштајн Килом. У овом клубу је провео наредне четири сезоне да би почетком 2024. објавио да завршава играчку каријеру.

## Репрезентација
У марту 2010. обелодањено је да су Македонци желели да виде у својој сениорској селекцији талентованог младог репрезентативца Србије Александра Игњовског, али се Игњовски захвалио на понуди и изјавио да жели да наступа само за Србију.
За најбољу репрезентацију Србије дебитовао 28. фебруара 2012. у пријатељском сусрету против Јерменије (2:0) у Лимасолу.